# 1427-es busz
Az 1427-es jelzésű autóbuszvonal egy magyarországi országos autóbuszvonal, amelynek járatai Hatvan és Nyíregyháza között közlekednek.
A járat menetideje a Hatvan – Nyíregyháza távon 280 perc (4 óra 40 perc), a Nyíregyháza – Hatvan távon 265 perc (4 óra 25 perc). Útvonalának hossza 213,2 kilométer.
A járatokat a Volánbusz közlekedteti le, amik naponta közlekednek.

## Története
A járatok eredetileg a Hatvan–Nyíregyháza–Gyöngyös útvonalon jártak. A Középkelet-magyarországi Közlekedési Központ 2016. december 11-től csak Gyöngyös, autóbusz-állomás és Nyíregyháza, autóbusz-állomás között közlekedtette, később, 2017. március 1-től azonban már az összes járata a Hatvan–Nyíregyháza úton közlekedik. 2023. decemberében Mezőkövesden átadták a vasútállomás mellett kialakított új autóbusz-állomást, ahol a járat közvetlen csatlakozást biztosít az induló és érkező vonatokhoz, ugyanakkor a régi autóbusz-állomás közelében kialakított Mátyás király út megállóhelyet nem érinti.[forrás?]

## Megállóhelyei
| 0  | Hatvan, autóbusz-pályaudvar végállomás   | 42 | 1037, 1039, 1040, 1063, 1306, 1467 348, 404, 406, 407, 409, 410, 412, 414, 3448, 3600, 3601, 3602, 3604, 3605, 3607, 3610, 3612, 3622, 3624, 3626, 3640, 3641, 3652, 3675, 3678, 4681, 4686 | Hatvan autóbusz-pályaudvar |
| 1  | Hatvan, Kossuth tér                      | 41 | 1037, 1039, 1040, 1063, 1467 3448, 3600, 3601, 3604, 3605, 3607, 3610, 3612, 3652, 3675, 3678, 3679, 4681 | |
| 2  | Hatvan, Horváth Mihály út                | 40 | 1039, 1040, 1063, 1467 3448, 3604, 3610, 3612, 3675, 3679, 4681 | |
| 3  | Hort, Gerendás                           | 39 | 1039, 1040 3448, 3604, 3610, 3652, 3675, 3676, 3679 | |
| 4  | Hort, Hősök tere 1.                      | 38 | 1039, 1040 3448, 3604, 3610, 3652, 3675, 3676, 3679 | |
| 5  | Gyöngyös, VOLÁN-telep                    | 37 | 1, 1A 3448, 3604, 3612, 3650, 3651, 3652, 3670, 3675, 3676, 3679, 3697, 4653 | |
| 6  | Gyöngyös, Toronyház                      | 36 | 1040, 1044, 1045, 1046, 1049, 1050, 1054, 1066, 1068, 1069, 1348, 1469, 1515 3448, 3604, 3612, 3650, 3652, 3670, 3671, 3675, 3676, 3679, 3697, 4602, 4653 | |
| 7  | Gyöngyös, autóbusz-állomás               | 35 | 1A 1040, 1044, 1045, 1046, 1049, 1050, 1054, 1066, 1068, 1069, 1301, 1305, 1308, 1348, 1469, 1515 3445, 3448, 3457, 3471, 3492, 3604, 3612, 3650, 3651, 3652, 3655, 3656, 3660, 3661, 3662, 3663, 3664, 3665, 3666, 3670, 3671, 3673, 3675, 3676, 3677, 3678, 3679, 3680, 3681, 3685, 3688, 3691, 3693, 3694, 3696, 3697, 3698, 3699, 4602, 4653 | Gyöngyös, autóbusz-állomás |
| 8  | Halmajugra, bejárati út                  | 34 | 1050, 1054, 1348, 1402 3445, 3448 | |
| 9  | Karácsond, bejárati út                   | 33 | 1050, 1054, 1348, 1402 3445, 3448 | |
| 10 | Detk, bejárati út                        | 32 | 1050, 1054, 1348, 1402 3445, 3448, 3665 | |
| 11 | Kápolna, Dembinszky út                   | 31 | 1050, 1054, 1348, 1402 3441, 3442, 3443, 3444, 3445, 3446, 3448, 3456, 3667, 3683, 3684 | |
| 12 | Kerecsend, autóbusz-váróterem            | 30 | 1050, 1054, 1343, 1348, 1362, 1402, 1466, 1517 3423, 3424, 3430, 3431, 3432, 3433, 3434, 3440, 3441, 3442, 3443, 3444, 3445, 3446, 3448, 3450, 3667 | |
| 13 | Eger, Tompa utca                         | 29 | 3, 3A, 6, 11, 12, 13, 14, 16, 914 1050, 1051, 1053, 1054, 1343, 1348, 1362, 1380, 1402, 1466, 1517 3400, 3402, 3408, 3410, 3411, 3414, 3423, 3424, 3426, 3430, 3431, 3432, 3433, 3434, 3435, 3436, 3440, 3441, 3442, 3443, 3444, 3445, 3446, 3448, 3472, 3479, 3482, 3484, 3667, 4015, 4157 | |
| 14 | Eger, Nagyváradi út                      | 28 | 3, 3A, 6, 11, 12, 13, 14, 14E, 16, 112, 113, 914 1050, 1346, 1380, 1517 3402, 3407, 3408, 3410, 3411, 3414, 3423, 3430, 3431, 3433, 3435, 3442, 3443, 3445, 4015, 4157 | |
| 15 | Eger, vasútállomás bejárati út           | 27 | 11, 12, 13, 14 1050, 1051, 1053, 1054, 1343, 1346, 1348, 1362, 1380, 1402, 1466, 1517 3400, 3402, 3408, 3410, 3411, 3414, 3423, 3424, 3426, 3430, 3431, 3432, 3433, 3434, 3435, 3436, 3440, 3441, 3442, 3443, 3444, 3445, 3446, 3448, 3472, 3479, 3482, 3484, 3667, 4015, 4157 személyvonat, Agria InterRégió | Eger vasútállomás |
| 16 | Eger, színház                            | ∫  | 2, 2A, 7, 7A, 11, 12, 14, 17 1050, 1053, 1054, 1343, 1344, 1346, 1348, 1362, 1380, 1402, 1426, 1428, 1447, 1468, 1517 3402, 3408, 3410, 3411, 3414, 3419, 3420, 3423, 3424, 3426, 3430, 3431, 3432, 3433, 3434, 3435, 3436, 3440, 3441, 3442, 3443, 3444, 3445, 3448, 3667, 4014, 4015, 4018, 4021, 4157 | Gárdonyi Géza Színház |
| 17 | Eger, autóbusz-állomás                   | 26 | 2, 2A, 4, 5, 5A, 6, 7, 7A, 11, 12, 14, 16, 17, 914 1049, 1050, 1051, 1052, 1053, 1054, 1343, 1344, 1346, 1347, 1348, 1349, 1351, 1352, 1354, 1362, 1380, 1383, 1402, 1426, 1428, 1447, 1448, 1466, 1468, 1517 3400, 3402, 3403, 3404, 3405, 3405, 3406, 3407, 3408, 3409, 3410, 3411, 3412, 3414, 3415, 3416, 3417, 3418, 3419, 3420, 3423, 3424, 3426, 3430, 3431, 3432, 3433, 3434, 3435, 3436, 3440, 3441, 3442, 3443, 3444, 3445, 3446, 3448, 3450, 3455, 3456, 3457, 3458, 3462, 3469, 3470, 3471, 3472, 3473, 3474, 3476, 3479, 3480, 3481, 3482, 3483, 3484, 3488, 3604, 3660, 3667, 4012, 4014, 4015, 4018, 4021, 4157 | Eger autóbusz-állomás Egri Törvényszék Egri Járásbíróság Eszterházy Károly Egyetem Gyakorló Középiskola és Alapfokú Művészetoktatási Intézmény |
| ∫  | Eger, színház                            | 25 | 2, 2A, 7, 7A, 11, 12, 14, 17 1050, 1053, 1054, 1343, 1344, 1346, 1348, 1362, 1380, 1402, 1426, 1428, 1447, 1468, 1517 3402, 3408, 3410, 3411, 3414, 3419, 3420, 3423, 3424, 3426, 3430, 3431, 3432, 3433, 3434, 3435, 3436, 3440, 3441, 3442, 3443, 3444, 3445, 3448, 3667, 4014, 4015, 4018, 4021, 4157 | Gárdonyi Géza Színház |
| 18 | Eger, Hadnagy utca                       | 24 | 2, 2A, 3, 3A, 4, 5, 5A, 6, 16, 914 1343, 1344, 1346, 1380, 1426, 1428, 1447, 1448, 1468 3405, 3406, 3419, 3420, 3424, 3426, 3431, 3435, 4014, 4015, 4018, 4021 | |
| 19 | Eger, ZF Hungária Kft.                   | 23 | 4, 5, 12 1343, 1344, 1346, 1380, 1426, 1428, 1447, 1448, 1468 3405, 3424, 3426, 3431, 3435, 4014, 4015, 4018, 4021 | |
| 20 | Eger, Erzsébet-völgy                     | 22 | 4, 5 1426, 1428 3405, 3424, 3426, 3431, 3435, 4014, 4015, 4018, 4021 | |
| 21 | Eger, Kistályai út                       | 21 | 1344, 1380, 1426, 1428, 1447, 1448, 1468 3405, 3414, 3423, 3424, 3426, 3431, 3435, 3436, 4014, 4015, 4018, 4021, 4157 | |
| 22 | Andornaktálya, iskola                    | 20 | 1343, 1344, 1346, 1380, 1426, 1428, 1447, 1448, 1468 3405, 3414, 3423, 3424, 3426, 3431, 3435, 3436, 4014, 4015, 4018, 4021, 4157 | |
| 23 | Andornaktálya, községháza                | 19 | 1344, 1426, 1428 3405, 3414, 3423, 3424, 3426, 3431, 3435, 3436, 4014, 4015, 4018, 4021, 4157 | |
| 24 | Andornaktálya, szociális otthon          | 18 | 1343, 1344, 1346, 1380, 1426, 1428, 1447, 1448, 1468 3405, 3414, 3423, 3424, 3426, 3431, 3435, 3436, 4014, 4015, 4018, 4021, 4157 | |
| 25 | Mezőkövesd, Váci Mihály utca             | 17 | 1, 2 1050, 1344, 1380, 1426, 1428, 1447, 1448, 1468 3406, 3419, 4015, 4018, 4021, 4157 | |
| 26 | Mezőkövesd, SZTK rendelőintézet          | 16 | 2B, 3 1344, 1377, 1426, 1427, 1428, 1447, 1448, 1468 3406, 3416, 3418, 3419, 3749, 4001, 4006, 4007, 4008, 4009, 4010, 4011, 4014, 4015, 4016, 4017, 4019, 4023, 4026, 4030, 4157 | |
| 27 | Mezőkövesd, autóbusz-állomás             | 15 | 2B, 3 1344, 1377, 1426, 1427, 1428, 1447, 1448, 1468 3406, 3416, 3418, 3419, 3749, 4001, 4006, 4007, 4008, 4009, 4010, 4014, 4015, 4016, 4017, 4019, 4023, 4026, 4030, 4157 személyvonat, InterRégió, Ezüstpart expresszvonat, Hernád-Zemplén InterCity, Hernád nemzetközi InterCity, Borsod InterCity, Hámor InterCity | Mezőkövesd vasútállomás |
| 28 | Nagycsécs, posta                         | 14 | 1369, 1370, 1372, 1426, 1428 3734, 3737, 3739, 3744, 3745, 3752, 3971, 4009 | |
| 29 | Sajószöged, községháza                   | 13 | 1369, 1370, 1372, 1426, 1428 3734, 3737, 3739, 3744, 3745, 3752, 3966, 3967, 3968, 3969, 3971, 4009 | |
| 30 | Tiszaújváros, autóbusz-állomás           | 12 | 1, 1A, 2, 3 1055 1369, 1370, 1372, 1373, 1374, 1410, 1426, 1428 3731, 3733, 3734, 3737, 3739, 3744, 3745, 3752, 3952, 3960, 3963, 3964, 3965, 3966, 3967, 3968, 3969, 3970, 3971, 3974, 3975, 4008, 4009, 4240, 4241, 4484 | Tiszaújváros, autóbusz-állomás |
| 31 | Tiszaújváros, bejárati út                | 11 | 2 1369, 1370, 1372, 1410, 1426, 1428, 1450 3731, 3733, 3734, 3737, 3739, 3744, 3745, 3952, 3960, 3963, 3964, 3965, 3966, 3968, 3970, 3971, 3975, 4008, 4240, 4241, 4484 | Tiszaújváros, autóbusz-állomás |
| 32 | Polgár, autóbusz-váróterem               | 10 | 1055 1369, 1370, 1372, 1373, 1374, 1410, 1426, 1428, 1450 3739, 3952, 3960, 4240, 4241, 4463, 4482, 4484, 4488 | |
| 33 | Polgár, nyíregyházi útelágazás           | 9  | 1055 1370, 1426 3952, 4240, 4241 | |
| 34 | Újtikos, elágazás                        | 8  | 1370, 1426 3952, 4240, 4241 | |
| 35 | Tiszavasvári, Józsefháza                 | 7  | 1370, 1426 3952 | |
| 36 | Tiszavasvári, Fazekas Mihály utca        | 6  | 1370, 1426 3952 | |
| 37 | Tiszavasvári, Városháza tér              | 5  | 1370, 1426 3952, 4240, 4244, 4467 | |
| 38 | Tiszavasvári, posta                      | 4  | 1055 1370, 1426 3952, 4240, 4244, 4467 | |
| 39 | Tiszavasvári, iskola                     | 3  | 1370, 1426 3952, 4240, 4244, 4467 | |
| 40 | Nagycserkesz, autóbusz-váróterem         | 2  | 1370, 1426 4239, 4240, 4241, 4248 | |
| 41 | Nyíregyháza, Szakiskola és Kollégium     | 1  | 26, 29E, 92, 93, 95L, H40 1369, 1370, 1426, 1428 4239, 4240, 4241, 4248 | |
| 42 | Nyíregyháza, autóbusz-állomás végállomás | 0  | 1, 1A, 2, 3, 3A, 4, 4Y, 7, 8, 8A, 10, 10A, 10J, 12, 14, 14F, 18, 20, 21, 22, 24, 25, 25A, 26, 29E, 30, 30A, 40, 44, 90, 90E, 91, 93, 93E, 95, 95E, 95L, 96, H30, H31, H32, H35, H40, 900, 918, 920 1369, 1370, 1426, 1428, 1446, 1449 3877, 3881, 4200, 4201, 4202, 4203, 4205, 4206, 4207, 4208, 4209, 4210, 4211, 4212, 4213, 4214, 4215, 4216, 4217, 4218, 4219, 4220, 4221, 4222, 4224, 4225, 4226, 4231, 4232, 4233, 4234, 4235, 4236, 4237, 4238, 4239, 4240, 4241, 4242, 4243, 4248, 4250, 4253, 4271, 4281, 4282, 4290, 4291, 4303, 4304, 4381                                                                         | Nyíregyháza Nyíregyháza, autóbusz-állomás |